# Alejandro Díaz Liceága
Alejandro Díaz Liceága (sinh ngày 27 tháng 1 năm 1996) là một cầu thủ bóng đá người México thi đấu ở vị trí tiền đạo cho Club América.

## Sự nghiệp
Vào ngày 8 tháng 6 năm 2016 Diaz được cho mượn đến Necaxa từ América.
Diaz trở lại America mùa giải 2017–18, nơi mà cuối cùng anh được đẩy lên đội một của América.

## Thống kê sự nghiệp

### Câu lạc bộ
Tính đến 15 tháng 4 năm 2018
| Câu lạc bộ          | Mùa giải            | Giải vô địch        | Giải vô địch | Giải vô địch | Cúp     | Cúp       | Châu lục | Châu lục  | Khác    | Khác      | Tổng cộng | Tổng cộng |
| Câu lạc bộ          | Mùa giải            | Hạng đấu            | Số trận      | Bàn thắng    | Số trận | Bàn thắng | Số trận  | Bàn thắng | Số trận | Bàn thắng | Số trận   | Bàn thắng |
| ------------------- | ------------------- | ------------------- | ------------ | ------------ | ------- | --------- | -------- | --------- | ------- | --------- | --------- | --------- |
| América             | 2014–15             | Liga MX             | 3            | 0            | —       | —         | 2        | 1         | —       | —         | 5         | 1         |
| América             | 2015–16             | Liga MX             | 1            | 0            | —       | —         | 1        | 0         | 1       | 0         | 3         | 0         |
| América             | Tổng cộng           | Tổng cộng           | 4            | 0            | —       | —         | 3        | 1         | 1       | 0         | 8         | 1         |
| Necaxa (mượn)       | 2016–17             | Liga MX             | 13           | 0            | 5       | 1         | —        | —         | —       | —         | 18        | 1         |
| Necaxa (mượn)       | Tổng cộng           | Tổng cộng           | 13           | 0            | 5       | 1         | —        | —         | —       | —         | 18        | 1         |
| América             | 2017–18             | Liga MX             | 21           | 1            | 5       | 0         | 2        | 1         | 1       | 0         | 29        | 2         |
| América             | Tổng cộng           | Tổng cộng           | 21           | 1            | 5       | 0         | 2        | 1         | 1       | 0         | 29        | 2         |
| Tổng cộng sự nghiệp | Tổng cộng sự nghiệp | Tổng cộng sự nghiệp | 38           | 1            | 10      | 1         | 5        | 2         | 2       | 0         | 55        | 4         |

## Danh hiệu
México
- Giải vô địch bóng đá U-17 Bắc, Trung Mỹ và Caribe
  - Vô địch (1): 2013
- Giải vô địch bóng đá U-17 thế giới 2013: Á quân
- Giải vô địch bóng đá U-20 Bắc, Trung Mỹ và Caribe
  - Vô địch (1): 2015

### Câu lạc bộ
América
- Liga MX: Apertura 2014
- CONCACAF Champions League: 2014–15, 2015–16